# Бой у Саратовки и Антоновки
Бой у Саратовки и Антоновки — вооружённое столкновение алашского отряда и жителей близлежащих аулов против красноармейцев у Саратовки и Антоновки в 1918 году.

## Боевые действия
29 октября, когда красноармейцы начали наступление на Саратовку, один джигит из алашской сотни, Балтабай Бейсебеков бывший в 7 верстах от Саратовки заехал во двор заброшенной зимовки, где попал в засаду двух красноармейцев. Однако он ловким и быстрым движением ударил одного красноармейца врикладом винтовки  и сумел выйти из засады. Растерявшись, красноармейцы начали беспорядочную стрельбу. Но успеха не имели. Сбежавший Балтабай Бейсеков предупредил разъезд алаш-ординцев о засаде, и они отошли к Антоновке.
В 2 часа дня красноармейцы начали наступать на алаш-ординцев со стороны Ак-Кудука и сада Аясбая. Алаш-ординцам пришлось увеличить цепь джигитов. После двухчасового боя красноармейцы получили подкрепление из поселка Черкасского и начали теснить цепь алаш-ординцев.
В 16 часов красноармейцы силою 100 человек, неожиданно появились со стороны Саратовки. С этим подкреплением красноармейцев насчитывалось до 350 человек. Силы их были в два раза больше чем силы алаш-ординцев, у которых было мало оружия и меньше патронов (по 10 штук на винтовку). Все переправы поблизости были заняты красноармейцами, за расположением алаш-ординцев была болотистая река и в итоге отступить им было некуда. Тогда алаш-ордынцы отправили часть вооруженных джигитов в тыл с заданием собрать безоружных, мирных казахов из близлежащих аулов, с которыми они будут вести демонстративное наступление на фланги красноармейцев. Другой же части было приказано отступать к зимовкам и спешно вступить в бой.
В ходе отступления, джигит Мухамеди Сабабаев вынес из сферы огня своего взводного командира, у которого была убита лошадь и который был почти окружен красноармейцами. Когда алаш-ординцы потратили почти все свои патроны, джигит Кагазбек Душкенев, оставленный с полувзводом прикрывать отступление, полтора часа задерживал 150 человек красноармейцев, пытавшихся преследовать. Благодаря этому алаш-ординцы сумели с обозом в порядке отступить, не понеся потерь.
В 17 часов все отступили к зимовкам. Стрельба совершенно прекратилась. Красноармейцы подошли к зимовкам на 1000 шагов и залегли в арычках, которые пересекали всю эту местность. Прошел час, алаш-ордынцы сидели за стенками и ждали помощи со стороны безоружных казахов.
Неожиданно со стороны их флангов появилась цепь безоружных казахов, силою до 120 человек, открывших редкий огонь. Этот огонь принадлежал тем вооруженным джигитам, которые были отправлены собрать мирных жителей на помощь. Тогда два взвода алашской сотни вышли из зимовок и тоже открыли огонь по красноармейцам. Подумав что к алаш-ординцам пришло серьезное подкрепление, красноармейцы стали отступать и, когда алашская сотня была брошена в конную атаку, бежали к саду Аясбая. Красноармейцы оставили после себя 2 человека убитыми и две лошади с седлами. В алашской сотне потерь не было.